# Anisagrion kennedyi
Anisagrion kennedyi är en trollsländeart som beskrevs av Emery Clarence Leonard 1937. Anisagrion kennedyi ingår i släktet Anisagrion och familjen dammflicksländor. Inga underarter finns listade i Catalogue of Life.